# 戈爾巴尼夫卡 (文尼察區)
49°9′4″N 28°18′46″E / 49.15111°N 28.31278°E
戈爾巴尼夫卡（烏克蘭語：Горбанівка），是烏克蘭的村落，位於該國西南部文尼察州，由文尼察區負責管轄，始建於1500年，面積0.96平方公里，海拔高度258米，2001年人口550，人口密度每平方公里572.92人。